# Penzol
Penzol  (Asturisch: A Barranca) ist ein Dorf in der Gemeinde Vegadeo der autonomen Region Asturien in Spanien.

## Geographie
Penzol liegt nahe dem Rio Anides, einem der kleinsten Zuflüsse des Suarón und hat 28 Einwohner (2020) auf einer Fläche von 27,87 km². Die nächste größere Ortschaft ist Vegadeo, der 12,1 km entfernte Hauptort der gleichnamigen Gemeinde. Das Dorf gehört zu dem Parroquia Meredo.

## Verkehrsanbindung
Penzol ist über die CP-4 (Landstraße) erreichbar.

Anbindungen über ein Flugzeug bestehen über die beiden Flughäfen: Rozas und Oviedo.

## Klima
Angenehm milde Sommer mit ebenfalls milden, selten strengen Wintern. In den Hochlagen können die Winter durchaus streng werden.

## Sehenswürdigkeiten
- Kapelle Santa Bárbara in der Casa Amago
- Burg von Penzol
- Reserva Natural Parcial de la Ría del Eo (Naturpark)

## Feste
- Fiesta de Nuestra Señora de los Dolores am 2. Wochenende im September